# Pthirus gorillae
Pthirus gorillae hay rận khỉ đột là một loài ký sinh trùng rận hút mà ảnh hưởng khỉ đột. Loài rận này được tìm thấy ở lục địa châu Phi, đặc biệt ở Rwanda và Cộng hòa Dân chủ Congo. Pthirus gorillae và Pthirus pubis (rận mu) là 2 loài được biết đến thuộc về chi Pthirus, thường bị viết không chính xác là Phthirus (tiếng Latinh con rận là phthir). Người ta cho rằng loài rận này được truyền giữa các chủ của chúng bằng thông qua các chải chuốt xã hội (social grooming), sinh sản chung, và tiếp xúc tình dục.
Tất cả các loài rận hút máu. Chúng sống gắn liền với vật chủ và hoàn thành toàn bộ vòng đời của chúng trên vật chủ. Pthirus gorillae phá hoại các bộ phận tương tự của các cơ quan khỉ đột như rận mu đối với con người. 